# Augustus Braun Kinzel
Augustus Braun Kinzel (Nova Iorque, 26 de julho de 1900 – 23 de outubro de 1987) foi um metalurgista estadunidense, primeiro presidente da Academia Nacional de Engenharia dos Estados Unidos.

## Biografia
Kinzel obteve um A.B. em matemática na Universidade Columbia (1919), um B.S. em engenharia no Instituto de Tecnologia de Massachusetts (1921) e um D.Met.Ing. e Sc.D. na Universidade de Nancy, (1922, 1933).